# Sergelen (distrikt i Mongoliet, Dornod)
Sergelen (mongoliska: Сэргэлэн Сум, Сэргэлэн, Sergelen Sum) är ett distrikt i Mongoliet. Det ligger i provinsen Dornod, i den östra delen av landet, 500 km öster om huvudstaden Ulan Bator.